# Ото I Савойски
Вижте пояснителната страница за други личности с името Ото.
Ото I Савойски или Ото от Мориен (на френски: Othon Ier de Savoie ou Odon, Otto, Eudes, Oddone de Maurienne, на италиански: Oddone di Savoia; * 1010/1020 вероятно в замък Шарбониер; † 19 януари 1057 или 1 март 1060, Торино, Маркграфство Торино) е маркграф на Торино от 1046 г. до смъртта си и 3-ти граф на Мориен, господар на Бюже, на Аоста и на Шабле от 1051 г. до смъртта си.
Според скорошни историци Хумбертините, които са в основата на Савойската династия, макар и установени в Савойското графство, носят титлата „Граф на Савоя“ едва от граф Амадей III от 1125 г. нататък

## Произход
Ото е роден около 1023 г. вероятно в Замъка Шарбониер в Мориен – център на властта на Хумбертините (които са в основата на Савойската династия). Той е най-малкият син на графа на Мориен и на Шабле Хумберт I Белоръки (* 970/980, † 1042 или 1047/1048) и на съпругата му Аксиленда или Аксилия. Негови дядо и баба по бащина линия са Беролд Саксонски и Катерина Баварска, а по майчина са неизвестни. Има трима братя и вероятно една сестра:
- Амадей I Опашката (* ок. 1016, † 1051), втори граф на Мориен и на Беле (1048 –1051), господар на Бюже, на Аоста и на Шабле (ок. 1042/1046 – 1051), съпруг на Аделхайд
- Бурхард (* ок. 1000, † 1046), епископ на Аоста, архиепископ на Лион, приор на Абатство „Сен Морис д'Агон“, съпруг на Аделхайд
- Аймон (1054), бенедиктински абат на Сен Морис д'Агон, епископ на Сион (1034 – 1054)
- Аделхайд/Аликс (* ок. 1025), съпруга на Гиг Стари, граф на Албон и на Грезиводан.

## Биография

### Споменавания в документи
Има много малко сведения за него и датите на неговото раждане (1010 или 1020 г.) и смърт (1056 или 1060 г.) са несигурни.
Ото е споменат с членове на семейството си: баща си Хумберт, братята си, съпругата си Аделхайд и/или децата си в следните документи:
- n ° XXVII на „Граф Хумберт I Белоръки и крал Ардуин: изследвания и документи“ (Il conte Umberto I (Biancamano) e il re Ardoino: ricerche e documenti) с дата 1040 г., в който баща му Хумберт прави дарение на църковните лица на църквите Сант Орсо и Сан Джовани в Аоста с одобрението на четиримата си сина Ото, Амадей, Аймон и Бурхард, и на племенника си Петер.[4]
- n ° 212 на „Харта на Абатство „Сент Андре Льо Ба дьо Виен““ (Cartulaire de l'Abbaye de Saint-André-Le-Bas-de-Vienne) от 1046 г., в който подписва заедно с брат си Амадей дарение от Аймон (най-вероятно брат му Аймон)[5]
- n ° XXXV на „Граф Хумберт I Белоръки и крал Ардуин...“ от 1051 г., в който маркграф Ото прави дарение за душата на баща си Хумберт[6]
- № VII от „Хартите на Провостура Улкс, събрани и наредени хронологично до 1300 г.“ (Le carte della prevostura d'Oulx raccolte e riordinate cronologicamente fino al 1300) от 1057 г., в който Ото заедно със съпругата си Аделхайд, синовете им Петер и Амадей, и дъщерите им прави дарение за църквата в Улкс.[7]

След смъртта на баща му Хумберт между 1047 и 1048 г. братът на Ото Амадей – най-големият син го наследява във всичките му титли. След смъртта на брат му след 12 декември 1051 г., понеже първородният син на Амадей – Хумберт е вече покойник, а второродният Аймон е духовник, титлите на Амадей отиват у Ото.
Документ № 3 от „Малка харта на Абатство „Сент Сюплис“ в Бюже“ (на френски: Petit cartulaire de abbaye de Saint-Sulpice en Bugey) потвърждава, че дарение за канониците на абатството е направено през януари в присъствието на Ото.

### Брак и териториално разширение
Ото се жени през 1046 г. за Аделхайд от Суза, маркграфиня на Суза/Торино, дъщеря на Оделрик Манфред II, маркграф на Торино, и на съпругата му Берта от Отбертините (Дом Ивреа), както е потвърдено от френския историк Самюел Гишенон. Бракът се потвърждава и от Аналиста Саксо, когато говори за дъщерята на Ото Берта. Ото се жени за нея с разрешение на императора. За Аделхайд – наследничка на Ардуините това е трети брак. Тя си кореспондира активно с папи и учени, и в ролята на свекърва плаши дори император Хайнрих IV, заплашвайки го да затвори прохода Мон Сени, ако изпъди съпругата си Берта. Когато императорът трябва да тръгне към Рим, той е принуден да я помоли да премине през нейните земи. Аделхайд не му отказва, а се ограничава с това да поиска в замяна отвъдалпийска провинция, с която да разшири притежанията си.
Чрез този брак, много вероятно подготвен от баща му граф Хумберт, Ото придобива огромни владения в Северна Италия с права върху Суза и нейната долина, свързани с Мориен с прохода Мон Сени, и върху Пиемонт, по-специално Маркграфство Ивреа и Пинероло. Този съюз също дава възможност да се сближи с императорското семейство. Този брак е наистина важен за Дом Савоя. До този момент те са ангажирани с това да се разширяват преди всичко отвъд Алпите, но сега започват да се разширяват в Италия. Ото добавя към наследствата, наследени от брат му, огромната марка Торино, която включва освен Графство Торино и графствата Алба, Албенга, Асти и Вентимиля. Така съюзът между Одо и Аделхайд е особено плодотворен. Те доминират територии с размерите на кралство, въпреки че се намесват различни малки области: тук се среща маркграфство, там херцогство, другаде графство, принадлежащи на различни дребни феодали.
На 21 септември 1051 г. се ражда дъщеря им Берта Савойска, която сгодяват на 25 декември 1055 г. за император Хайнрих IV и така тя става немска кралица (1066 – 1087), императрица на Свещената Римска империя (1084 – 1087) и майка на крал Конрад II и на император Хайнрих V.

### Граф на Савоя
Според историографската традиция, установена с „Хроники на Дом Савоя“ от Жан д'Орвил, нар. още Кабаре (16 век) – историограф на граф Амадей VIII Ото става граф около 1051 г. Той наследява короната след смъртта на по-големия му брат граф Амадей I, който няма жив наследник от мъжки пол. Това става за сметка на двамата му по-големи братя Бурхард и Аймон вероятно заради религиозната им кариера. Следователно той е на 30 г., когато се качва на трона.
Изглежда, че е първият от династията, който е сече пари в Замъка Шарбониер, използвани в Горен Виен според харта от 1067 г. Изглежда обаче, че местните занаятчии секат променени монети, което кара архиепископът на Виен Легер да се оплаче на Ото. След това графът затваря цеховете.
Вероятно Ото или навярно по-големият му брат Амадей, са дарители в основата на Рриората на Бурже – древен манастир в днешен Бурже дьо Лак, Франция. Съпругата му основава в Пиемонт Абатство „Санта Мария ди Пиероло“. Създаването му е от стратегическо значение за Хумбертинците, което им позволява да потвърдят своя контрол върху Италия и Вал ди Суза.

### Смърт
Ото Савойски умира млад, вероятно през 1057 г.: според Regesta comitum Sabaudiae той умира в Торино на 19 януари. Според английския историк Чарлз Превите-Ортън той умира на 21 май 1060 г. Той оставя цялото си потомство в детска възраст, поверено на регентството на съпругата му, която е малко над 40 години.
Към 21 век тленните му останки се съхраняват в катедралата „Свети Йона Кръстител“ в Торино. Аделхайд освен съпруга си надживява и децата си, като ефективно поддържа властта, първо като регентка на синовете си Петер и Амадей, а след това – на племенника си Хумберт до смъртта си през 1091 г., 31 г. след тази на съпруга си. Богата и могъща, тя също притежава голяма способност за управление. Тя е голяма привърженичка на гибелините. След нейната смърт Савоя губят териториите си източно от Алпите с изключение на Суза.

## Брак и потомство
∞ 1046 Аделхайд (Аделаида) (* 1016, Торино, Маркграфство Торино; † 19 декември 1091, Канискио, Савойско графство), маркграфиня на Торино и Суза, от която има трима сина и две дъщери:
- Петър Савойски[7] (* ок. 1047/1049, † 9 август 1078, убит), престолонаследник като 4-ти граф на Савоя, Аоста, Мориен и Шабле, също маркграф на Суза до 1046 под регентството на майка си; ∞ 1064 за Агнес Поатиенска (Аквитанска) (* ок. 1052, † сл. 18 юни 1089), (вероятна) дъщеря на Вилхелм VII от Аквитания и вдовица на крал Рамиро I от Арагон, от която има две или три деца.
- Амадей Савойски[7] (* ок. 1048/1050, † 26 януари 1080), 1078 наследник на брат си Петер като 5-и граф на Савоя, маркграф на Суза с името Амадей II Савойски; ∞ за Йохана Женевска († ок. 1095), вероятна дъщеря на граф Гералд I Женевски и на Берта; двамата имат пет деца.
- Берта Савойска (* 21 септември 1051, † 27 декември 1087, Майнц); чрез брак кралица на Германия и императрица на Свещената римска империя, ∞ 13 юли 1066 Хайнрих IV[13] (* 1017, † 1056), крал и след това император на Свещената Римска империя, от когото има пет деца.
- Аделхайд Торинска (* ок. 1052/1053, † нач. на 1079); ∞ 1. вероятно за Гиг IV, граф на Албон, развод 2. 1066 за Рудолф Швабски,[25] херцог на Швабия, който през 1077 г. е избран за Крал на римляните от някои германски принцове в опозиция на Хайнрих IV. Двамата имат пет деца.
- Ото Савойски († ок. юни 1095/1099), споменат от Самюел Гишенон,[26] погрешно считан за епископ на Асти (1073/1079).[27]

## Титли и притежания
Ото след брака си с Аделхайд подписва различните актове с титлата „маркграф“.
Той наследява при смъртта на по-големия си брат титлите „Граф на Мориен“, също „Господар на Бюже, Тарантез, Савоя, Аоста и Шабле“. Френският историк Лоран Рипар настоява да препишем титлата му с формата на „Граф в Мориен“ и „Маркиз в Италия“.

#### Първични източници
- (LA) Georg Heinrich Pertz (a cura di), Annales et chronica ævi Salici, in Monumenta Germaniæ Historica, volume V, Hannover, Impensis Bibliopolii Aulici Hahniani, 1844 (архив от 1 ноември 2019 г.).
- (LA) Georg Heinrich Pertz (a cura di), Chronica et annales ævi Salici, in Monumenta Germaniæ Historica, volume VI, Hannover, Impensis Bibliopolii Aulici Hahniani, 1844 (архив от 1 ноември 2019 г.).
- (LA) Giovanni Collino (a cura di), Le carte della prevostura d'Oulx raccolte e riordinate cronologicamente fino al 1300, Pinerolo, Già Chiantore-Mascarelli, 1908
- (LA) Ulysse Chevalier (a cura di), Cartulaire de l'abbaye de Saint-André-Le-Bas-de-Vienne, in Collection de cartulaires dauphinois, volume I, Lione, 1869
- (LA) Domenico Carutti (a cura di), Il conte Umberto I (Biancamano) e il re Ardoino : ricerche e documenti, seconda edizione, Roma, Ermanno Loescher & Co., 1884 (архив)
- (LA) Marie Claude Guigue (a cura di), Petit cartulaire de l'abbaye de Saint-Sulpice en Bugey, Lione, Mougin-Rusand, 1884 (архив)
- (LA) Domenico Carutti (a cura di), Regesta comitum Sabaudiæ, Torino, 1889 (архив)
- (IT) Luigi Cibrario e Domenico Casimiro Promis (a cura di), Documenti sigilli e monete appartenenti alla storia della monarchia di Savoia, Torino, Stamperia Reale, 1833
- Rodolfo il Glabro, Cronache dell'anno mille. Storie, a cura di G. Cavalli e G. Orlandi, prefazione di Guglielmo Cavallo, Milano, Mondadori, 1989, ISBN 9788804298830

#### Историографска литература
- (FR) Samuel Guichenon (a cura di), Histoire généalogique de la royale maison de Savoie, Lione, Guillaume Barbier, 1660
- (FR) Victor Flour de Saint-Genis (a cura di), Histoire de Savoie, d'après les documents originaux, volume I, Chambéry, Bonne, Conte-Grand et C.e, 1868.
- (FR) Marie Georges de Manteyer, Les origines de la maison de Savoie en Bourgogne (910 – 1060) (PDF), in Mélanges de l'école française de Rome, vol. 19, Roma, École française de Rome, 1899, pp. 363 – 540.
- (FR) Réjane Brondy, Bernard Demotz, Jean-Pierre Leguay, Histoire de Savoie : La Savoie de l'an mil à la Réforme, xie au début du xvie siècle, Ouest France Université, 1984, ISBN 2-85882-536-X
- (FR) Bernard Demotz, Le comté de Savoie du xie au xve siècle : Pouvoir, château et État au Moyen Âge, Genève, Slatkine, 2000, ISBN 2-05-101676-3
- (FR) Michel Germain, Personnages illustres des Savoie : 'de viris illustribus', Lyon, Autre Vue, 2007, ISBN 978-2-915688-15-3
- (EN) Charles William Previté-Orton, The early history of the house of Savoy (1000 – 1233), Cambridge, Cambridge University Press, 1912. (архив)
- (IT) Decio Cinti, I Savoia dalle origini della dinastia ai nostri giorni. Cenni biografici e storici con numerose illustrazioni, Milano, Casa Editrice Sonzogno, 1929.
- (DE) Marie José, Das Haus Sayoven, Stiftung Pro Castellione, 1994; (IT) Maria José di Savoia, Le origini di Casa Savoia, in Oscar storia, Milano, Mondadori, 2001, ISBN 8804498625